# Granota àgil
La granota àgil (Rana dalmatina) és una espècie d'amfibi anur de la família Ranidae.

## Característiques
És una granota d'aspecte àgil, amb les potes llargues. Mesuren entre 35 i 65 mm de llarg els mascles i entre 40 i 75 mm les femelles. El seu pes varia entre el 6 i els 40 grams els mascles i 11 i 64 grams les femelles.
Té unes potes excepcionalment llargues i gràcies a això és capaç d'elevar-se diversos metres. És de color marró pàl·lid. Posseeix taques marró fosc en el dors. Es pot distingir als mascles de les femelles per les seves potes posteriors més amples.

## Distribució
És comú en el nord, centre i sud d'Europa. A la península Ibèrica es pot trobar només en regions d'Álaba i Navarra. Habitualment es troba en rouredes i sotaboscos ombrívols al voltant dels 500-600 metres d'altitud, tot i que se'n han trobat exemplars a altituds des del nivell del mar fins als 1.000 metres.

## Reproducció
La granota àgil s'aparella el març o a l'abril, però en les zones més meridionals comença l'època de cria durant el febrer. Els ous mesuren entre 1,5 i 2,5 mm de diàmetre, pesen una mitjana de 12,7 mg i són de color marró. Al sortir de l'ou, les larves mesuren uns 6,7 mm i són de color fosc, quasi negre, amb la part del ventre més clar i la cresta dorsal translúcida amb taques fosques.
La posta es realitza en una sola massa esfèrica compacta que es fa en diferents profunditats, sovint enganxada a les branques submergides o vegetació aquàtica. La posta es d'entre 600 i 1.000 ous.